# Potentiel de réchauffement global
Pour les articles homonymes, voir GWP.
Le potentiel de réchauffement global (PRG) est le pouvoir réchauffant d'un gaz, rapporté au pouvoir réchauffant de la même masse de dioxyde de carbone. C'est un facteur de conversion utilisé pour comparer les impacts relatifs de différents gaz à effet de serre sur le réchauffement climatique en se fondant sur leur forçage radiatif cumulé sur une période donnée.
Cet outil donne le plus souvent des estimations correctes (bon ordre de grandeur, précision acceptable pour orienter des décisions de nature politique) à condition qu’il soit utilisé conformément aux hypothèses qui l’accompagnent, en particulier la période considérée et les scénarios d’évolution des diverses concentrations atmosphériques. Dans le cas contraire, le PRG est souvent imprécis voire totalement faux lorsqu’il est exploité en dehors de son champ d’application.

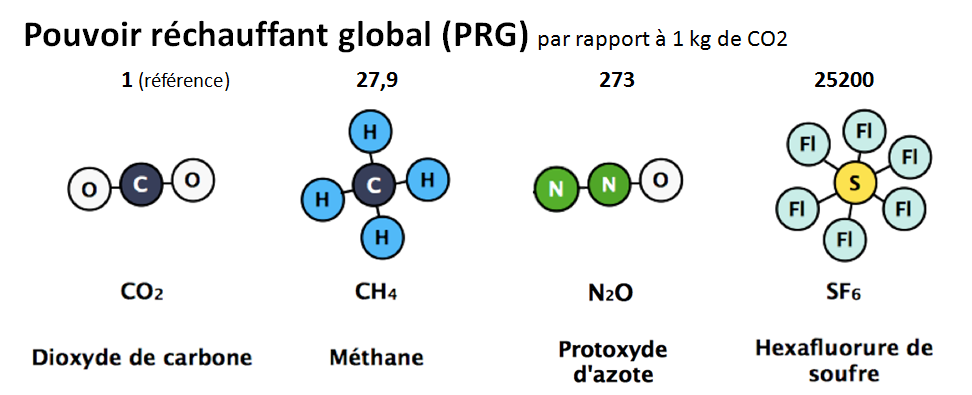
Potentiel de réchauffement global (PRG) à 100 ans de quatre gaz à effet de serre.

## Définition
La définition donnée dans le glossaire du Sixième rapport d'évaluation du GIEC est :

« Indice du forçage radiatif consécutif à l'émission d'une unité de masse d'une substance donnée, cumulé sur un horizon temporel déterminé, par rapport à celui de la substance de référence, le dioxyde de carbone (CO2). Le PRG représente donc l’effet combiné des temps de séjour différents de ces substances dans l'atmosphère et de leur capacité de causer un forçage radiatif. »

## Concept
Le potentiel de réchauffement global est le pouvoir réchauffant d'une masse d'un gaz à effet de serre (par exemple un kilogramme), rapporté au pouvoir réchauffant de la même masse de dioxyde de carbone, pour une durée donnée, généralement 20, 100 ou 500 ans.
Le potentiel de réchauffement global est un indice de comparaison associé à un gaz à effet de serre (GES), qui quantifie sa contribution marginale au réchauffement climatique comparativement à celle du dioxyde de carbone, sur une certaine durée. En d’autres termes, le PRG d’un gaz est le rapport entre les effets causés par la libération en début de période d’une masse donnée de ce gaz et ceux que causerait la même masse de dioxyde de carbone (CO2) sur la même période. Par définition, le PRG du CO2 est donc toujours égal à 1. Les effets respectifs sont volontairement calculés sur une période choisie au-delà de laquelle les effets résiduels sont ignorés (c'est-à-dire l'effet de serre de la quantité de gaz qui n'est pas encore décomposée ou recyclée après ce délai, aussi grande soit-elle). Cette période (ou au minimum sa durée) doit être mentionnée lorsque le potentiel de réchauffement global est cité, faute de quoi sa valeur est dépourvue de sens. Néanmoins, la période la plus fréquemment utilisée est celle de 100 ans.
La masse d'équivalent CO2 d'un mélange de plusieurs GES peut être estimée par la somme des masses des gaz pris en compte, multipliées par leur PRG respectif. L'estimation est d’autant meilleure que les quantités de gaz à effet de serre sont faibles.

## Utilisation selon le Protocole de Kyoto
Selon le protocole de Kyoto, la « Conférence des parties » a décidé que les valeurs de PRG calculées dans le deuxième rapport d’évaluation du Groupe d'experts intergouvernemental sur l'évolution du climat (GIEC) doivent être retenues afin de convertir les diverses émissions de gaz à effet de serre en unités comparables d’équivalent CO2, lors des calculs globaux de sources et de puits.

## Calcul

### Notions en jeu et hypothèses
Le GIEC a publié des valeurs du PRG généralement acceptées, qui ont légèrement changé entre 1996 et 2001. Une description précise de la manière dont le PRG est calculé est disponible, en anglais, dans le troisième rapport d’évaluation.
La contribution instantanée au réchauffement d’un GES est fonction de sa concentration dans l’atmosphère : c’est le forçage radiatif (exprimé en W/m2).
L’efficacité radiative est la contribution marginale (en W/m2/kg). Elle exploite la dérivée du forçage radiatif pour quantifier une variation de la contribution par rapport à une variation de la masse.
Pour calculer la contribution sur une période {\displaystyle [0,TH]} de l’émission instantanée d’une unité du gaz (x) à t=0, il faut
- disposer d’un scénario précisant l’évolution des concentrations de (x) au cours du temps afin de déterminer l’évolution de l’efficacité radiative de (x) ;
- connaître le mécanisme d’élimination progressive du gaz afin de déterminer la masse résiduelle au cours du temps.

La contribution d’une unité du gaz (x) est alors l’intégrale du produit des deux fonctions précédentes.

### Définition
En France, pour le vocabulaire officiel de l'environnement (tel que défini par la Commission d'enrichissement de la langue française en 2019), dans le domaine Environnement-Énergie-Climat, l’expression « potentiel de réchauffement climatique » (également appelé « pouvoir de réchauffement global ») est définie comme l'« indice obtenu en divisant le forçage radiatif résultant d'une masse de gaz à effet de serre émis, par celui de la même masse de dioxyde de carbone, les effets de ces gaz étant considérés sur une période identique ». Cette expression est proposée comme l'équivalent de l'anglais « global warming potential » (GWP).
[réf. nécessaire]Pour les modélisateurs et évaluateurs, le potentiel de réchauffement global est défini comme étant le rapport entre la contribution d’une unité du gaz (x) et la contribution d’une unité du gaz de référence (r), en l’occurrence le CO2 :

Dans cette formule,
- {\displaystyle TH} est l’horizon temporel au cours duquel le calcul est considéré ;
- {\displaystyle a_{x}\left(t\right)} est l’efficacité radiative, causée par l’augmentation d’une unité du gaz dans l’atmosphère (en W m−2 kg−1) ;
- {\displaystyle \left[x\left(t\right)\right]} est la dégradation en fonction du temps du gaz en question à la suite de son émission instantanée à t = 0 ;
- le dénominateur contient les valeurs correspondantes pour le gaz de référence (r), en l’occurrence le CO2 ;
- l’efficacité radiative pour un gaz donné, {\displaystyle a_{x}\left(t\right)} ou {\displaystyle a_{r}\left(t\right)}, dépend de la concentration (scénario) qui généralement varie dans le temps.[réf. nécessaire]

### Propriétés
Si la concentration observée du CO2 s’avère être supérieure à celle qui est admise dans le scénario qui est à la base du calcul du PRG, alors le PRG réel sera supérieur au PRG calculé. Ceci provient de la décroissance de l’efficacité radiative du CO2 lorsque sa concentration augmente : il faudra donc plus de CO2 pour compenser un même effet du gaz (x).

## Limitations
Dans son application, le potentiel de réchauffement global (PRG) présente plusieurs limites dont il faut tenir compte, ceci d’autant plus que son utilisation est très simple.
- Le PRG d’un gaz est un indice marginaliste qui s’applique à une masse relativement faible en comparaison de la masse totale de ce gaz dans l’atmosphère. Par exemple, on commet une erreur significative si on utilise le PRG pour évaluer une masse équivalente de CO2 de la totalité du méthane de l’atmosphère.
- La période de calcul des effets radiatifs doit être respectée. Puisqu’on ignore les effets qui sont postérieurs, les valeurs numériques d’un PRG peuvent varier fortement selon la durée choisie, ceci parce que les vitesses d’élimination progressives des gaz sont très diverses.
- Le calcul d’un PRG se base implicitement sur un scénario d’évolution des concentrations des GES concernés, tout particulièrement le CO2.

Ces limites proviennent directement du modèle sur lequel se base l’évaluation du PRG.
- La non linéarité des effets radiatifs du CO2, qui ne sont pas proportionnels à sa concentration atmosphérique. Il en va de même pour le méthane (CH4) et le protoxyde d’azote (N2O). Les efficacités radiatives {\displaystyle a_{x}\left(t\right)} et {\displaystyle a_{r}\left(t\right)} sont alors affectées par les concentrations respectives, d’où la nécessité de se baser sur un scénario d’évolution des concentrations, puis de limiter les perturbations (substitution théorique d’une masse de GES par une autre masse de CO2).
- La stabilité des divers GES varie d’un gaz à l’autre, ce qui affecte le coefficient {\displaystyle \left[x\left(t\right)\right]} qui diminue plus ou moins rapidement avec le temps.
- Pour cette même raison, la durée de la période de calcul des effets radiatifs influence le PRG. Celui du méthane diminuera rapidement avec la durée car ce gaz est beaucoup plus instable que le CO2 : un calcul sur une durée extrêmement longue conduit à un PRG quasi nul pour le méthane.

### Importance de l'horizon temporel
Le potentiel de réchauffement global (PRG) d'un gaz dépend de la durée au cours de laquelle il est calculé. Un gaz qui est rapidement éliminé de l'atmosphère peut avoir un effet initial important, mais qui décroît rapidement. Ainsi, le méthane possède un potentiel de 25 sur un siècle, mais de 72 sur 20 ans ; à l'opposé le PRG de l'hexafluorure de soufre est de 22 000 sur 100 ans mais de « seulement » 15 100 sur 20 ans. La valeur du PRG d’un gaz dépend de la vitesse de son élimination progressive au cours temps. Souvent, cette donnée n'est pas connue précisément et les valeurs de ces PRG ne peuvent pas être considérées exactes. Pour cette raison, il est important de toujours donner ses références lors des calculs et de leur présentation.
L'horizon temporel le plus fréquemment utilisé par les autorités est de 100 ans.

## Valeurs
Le Sixième rapport d'évaluation (AR6) du GIEC synthétise la durée de séjour dans l'atmosphère et le potentiel de réchauffement global (PRG) de nombreux gaz à effet de serre, dont :
| Gaz                                    | Durée de séjour (années) | PRG selon la période considérée | PRG selon la période considérée | PRG selon la période considérée |
| Gaz                                    | Durée de séjour (années) | 020 ans                         | 100 ans                         | 500 ans                         |
| -------------------------------------- | ------------------------ | ------------------------------- | ------------------------------- | ------------------------------- |
| Dioxyde de carbone (CO2)               | (voir infra)             | 1                               | 1                               | 1                               |
| Méthane (CH4)                          | 11,8                     | 81,2                            | 27,9                            | 7,95                            |
| Protoxyde d'azote (N2O)                | 109                      | 273                             | 273                             | 130                             |
| PFC-14 (tétrafluorure de carbone, CF4) | 50 000                   | 5 300                           | 7 380                           | 10 600                          |
| HFC-23 (trifluorométhane, CHF3)        | 228                      | 12 400                          | 14 600                          | 10 500                          |
| Hexafluorure de soufre (SF6)           | 1 000                    | 18 200                          | 24 300                          | 29 000                          |

Remarques :
- le PRG du dioxyde de carbone vaut exactement 1 puisque ce gaz est l'étalon de base.
- la durée de séjour exacte du dioxyde de carbone est difficile à définir : un tiers à la moitié du CO2 émis est absorbé au cours des premières décennies, mais le rythme d'absorption ralentit substantiellement par la suite, de sorte qu'au bout de 1 000 ans, de 15 à 40 % du CO2 émis jusqu'en 2100 sera toujours présent dans l'atmosphère, tandis que dans 10 000 ans, de 10 à 25 % du surcroit initial de CO2 y persistera encore[7].
- le PRG de l'hydrogène (H2) est estimé à 37,3 ± 15,1 à 20 ans, 11,6 ± 2,8 à 100 ans et 3,31 ± 0,98 à 500 ans[8]. Il n'est pas lui-même un gaz à effet de serre mais il a un impact sur la concentration dans l'atmosphère d'autres gaz à effet de serre[9].
- le PRG de la vapeur d'eau (H2O) à 100 ans est estimé entre −0,001 et 0,0005[10].

L'inventaire mondial des émissions de gaz à effet de serre dans le cadre de la CCNUCC utilise depuis 2021 les valeurs du PRG à 100 ans du cinquième rapport d'évaluation du GIEC (AR5).